# مملكة ليتوانيا
مملكة ليتوانيا كانت دولة ملكية تقع في أراضي ليتوانيا في الفترة ما بين 1251 إلى 1263. الملك مينداوجاس هو الملك الأول والأوحد لمملكة ليتوانيا. خسرت المملكة حالتها الملكية بعد اغتيال مينداوجاس في 1263. الملوك الليتوانيون الآخرون يشار إليهم باسم الدوق الأكبر، بالرغم من أن صلاحيتهم شبيهة بصلاحيات الملك. كان هناك محاولتين لإعادة تأسيس المملكة، الأولى عن طريق فيتاوتاس العظيم في 1430 والأخرى عن طريق مجلس ليتوانيا في 1918.